# Mille Miglia 1949
La Mille Miglia 1949 è stata una corsa automobilistica di velocità su strada, 16ª edizione della storica competizione.
Fu disputata tra il 24 e il 25 aprile 1949 su un percorso stradale da Brescia a Roma e ritorno, per un totale di 1602 chilometri.

## Gara

### Resoconto
Rispetto all'edizione dell'anno precedente, ricordata come l'edizione con il percorso più lungo nella storia di questa competizione (1830 km), il percorso fu notevolmente ridimensionato - circa 1600 km.
La gara, che prima della Seconda Guerra Mondiale era riservata a piloti professionisti, fu aperta anche ai dilettanti. Questa decisione - presa dalla Federazione Italiana Motorsport e dagli organizzatori della Mille Miglia - consentì l'iscrizione di un gran numero di veicoli - 301 in tutto - accompagnati da un team di due piloti ciascuno. Purtroppo la maggior parte di questi piloti non possedeva l'esperienza e la preparazione necessarie per affrontare un percorso su strada così lungo. Per questo motivo solo una manciata di essi fu in grado di affrontare e completare con successo l'intero percorso.
Le verifiche tecniche pregara furono sommarie. Anche per questa ragione, nonostante il percorso ridotto e semplificato rispetto alle edizioni precedenti, le auto furono coinvolte in diversi incidenti - uno dei quali fu fatale per i piloti inglesi Cohen e Hignett, schiantatisi a 35 km dalla partenza da Brescia in prossimità di un ponte.
Fu introdotta una gradita variazione nella procedura della partenza, per consentire agli spettatori di conoscere l'orario di partenza dei veicoli e poterne calcolare facilmente il piazzamento in qualunque punto. Il numero assegnato al veicolo corrispondeva infatti all'orario della loro partenza. Per esempio il team che avrebbe vinto questa edizione, C. Biondetti ed E. Salani, aveva il numero 624 - il che indicava che l'orario di partenza sarebbe stato 6.24 di mattina; il team F. Sebastiani e V. Berardi aveva il numero 505, ad indicare la partenza alle 5.05, e così via. Grazie a questo accorgimento era quindi semplice per tutti i gli spettatori lungo il percorso capire l'andamento della gara in qualunque punto.
La competizione fu dominata dalle Ferrari - arrivate al traguardo in prima (Biondetti e Salani) e seconda (Bonetto e Carpani) posizione. In terza posizione si piazzò l'Alfa Romeo di Rol e Richiero.
Clemente Biondetti, uno dei tre piloti nell'intera storia della Mille Miglia in grado di vincere più di una edizione, ottenne nel 1949 la sua quarta vittoria, dopo quelle conseguite nel 1938, 1947 e 1948, stabilendo così un record fino ad ora imbattuto.

### Risultati di classe
| 1                | S + 1.1 | 624 | Italia Scuderia Ferrari       | Italia Clemente Biondetti Italia Ettore Salani                     | Ferrari 166MM Barchetta Touring             | 12:07:05,000 |
| 2                | S + 1.1 | 641 | Italia Scuderia Ferrari       | Italia Felice Bonetto Italia Carpani                               | Ferrari 166 MM Barchetta Touring            | 12:35:07,000 |
| 3                | S + 1.1 | 648 |                               | Italia Franco Rol Italia Vincenzo Richiero                         | Alfa Romeo 6C 2500 Competizione Berlinetta  | 12:51:10,000 |
| 4                | S 1.1   | 506 |                               | Italia Vincenzo Auricchio Italia Piero Bozzini                     | Fiat 1100S Berlinetta                       | 13:57:52,000 |
| 5                | S 1.1   | 436 |                               | Italia Guido Scagliarini Italia Mario Maggio                       | Abarth 204 Berlinetta                       | 14:09:42,000 |
| 6                | S 1.1   | 516 |                               | Italia Aldo Bassi Italia Mario Brambilla                           | Fiat 1100S Berlinetta                       | 14:12:43,000 |
| 7                | S + 1.1 | 628 |                               | Italia Aprile Palmer Italia Adriano Bossetti                       | Maserati A6GCS                              | 14:17:51,000 |
| 8                | S 1.1   | 445 |                               | Italia Enrico Adanti Italia Vittorugo Mallucci                     | Stanguellini S1100 Berlinetta Bertone       | 14:18:59,000 |
| 9                | S 1.1   | 426 |                               | Italia Diego Capelli Italia Giuseppe Veronelli                     | Fiat 1100S Berlinetta                       | 14:21:49,000 |
| 10               | T + 1.1 | 335 |                               | Regno Unito Geoffrey Healey Regno Unito Tommy Wisdom               | Healey 2400 Westland                        | 14:24:03,000 |
| 11               | S 1.1   | 424 |                               | Italia Luigi Fagioli Italia Pino Leopardi                          | Fiat 1100S Berlinetta                       | 14:24:36,000 |
| 12               | T + 1.1 | 346 |                               | Italia Franco Venturi Italia Consalvo Sanesi                       | Alfa Romeo 6C 2500 Freccia d'Oro            | 14:25:57,000 |
| 13               | T + 1.1 | 346 | Regno Unito AFN               | Italia Giovanni Lurani Regno Unito Harold Aldington                | Bristol 400                                 | 14:28:05,000 |
| 14               | S 1.1   | 458 |                               | Italia Luigi Merati Italia P. Tenconi                              | Fiat 1100S Berlinetta                       | 14:37:20,000 |
| 15               | S 1.1   | 450 |                               | Italia Sonio Coletti Perucca Italia E. Pacifici                    | Fiat 1100S Berlinetta                       | 14:37:21,000 |
| 16               | S 1.1   | 546 |                               | Italia Ovidio Capelli Italia Orlando Gerli                         | Fiat 1100S Berlinetta                       | 14:38:07,000 |
| 17               | S 1.1   | 554 |                               | Italia Giuseppe Tassara Italia Archimede Rosa                      | Cisitalia 202 Spider Siluro                 | 14:39:32,000 |
| 18               | S 1.1   | 513 |                               | Italia Francesco Apruzzi Italia Angelo Apruzzi                     | Fiat 1100S Berlinetta                       | 14:41:08,000 |
| 19               | T + 1.1 | 356 |                               | Regno Unito Donald Healey Regno Unito Geoffrey Price               | Healey 2400 Elliott                         | 14:50:50,000 |
| 20               | S 1.1   | 455 |                               | Italia Mario Giorgetti Italia A. Attili                            | Stanguellini S1100                          | 14:58:45,000 |
| 21               | S 1.1   | 547 |                               | Italia Antonio Paladini Italia "Frank"                             | Cisitalia 202 MM Spider Razzo               | 15:01:54,000 |
| 22               | S 1.1   | 525 |                               | Italia Luciano Pagliai Italia M. Berti                             | Fiat 1100                                   | 15:05:10,000 |
| 23               | S 1.1   | 431 |                               | Italia F. Cerioli Italia G. Meroni                                 | Fiat 1100                                   | 15:10:09,000 |
| 24               | S 1.1   | 536 |                               | Italia L. De Paolo Italia M. Riccomini                             | Fiat 1100                                   | 15:12:54,000 |
| 25               | S + 1.1 | 612 |                               | Italia Fabrizio Serena di Lapigio Italia F. Gaetani                | Lancia Aprilia Spider                       | 15:13:58,000 |
| 26               | T + 1.1 | 340 |                               | Italia Dante Spreafico Italia Gian-Paolo Volpini                   | Lancia Aprilia                              | 15:20:10,000 |
| 27               | T + 1.1 | 326 |                               | Italia Paolo Petrobelli Italia Evelino Cremonesi                   | Lancia Aprilia                              | 15:20:11,000 |
| 28               | S 1.1   | 439 |                               | Italia Emanuele de Maria Italia Giovanni de Maria                  | Fiat 1100S Berlinetta                       | 15:20:39,000 |
| 29               | S 1.1   | 512 |                               | Italia V. Manfredi De Blasiis Italia Giacinto Bovio                | Fiat 1100S                                  | 15:21:26,000 |
| 30               | S 1.1   | 443 |                               | Italia U. Verani Italia E. Schiatti                                | Fiat 1100S                                  | 15:25:08,000 |
| 31               | T + 1.1 | 407 |                               | Italia Plinio Bona Italia I. Bona                                  | Lancia Aprilia                              | 15:25:29,000 |
| 32               | T + 1.1 | 318 |                               | Italia Emilio Christillin Italia S. Rivetti                        | Lancia Aprilia                              | 15:26:01,000 |
| 33               | S 1.1   | 521 |                               | Italia Pietro Ficai Italia Paolo Ficai                             | Fiat 1100                                   | 15:27:54,000 |
| 34               | S + 1.1 | 635 | Italia Giovanni Vaccari       | Italia Giovanni Vaccari Italia Arnaldo Mori                        | Ferrari 166 MM Barchetta Touring            | 15:30:16,000 |
| 35               | S 1.1   | 451 |                               | Italia Ettore Giorgi Italia Pasquale Cazzato                       | Fiat 1100 Berlinetta                        | 15:32:15,000 |
| 36               | S 1.1   | 538 |                               | Italia D. Minardi Italia E. Zeni                                   | Fiat 1100                                   | 15:33:45,000 |
| 37               | S 1.1   | 459 |                               | Italia L. Sorlini Italia F. Togni                                  | Fiat 1100 Berlinetta                        | 15:34:26,000 |
| 38               | T + 1.1 | 324 |                               | Italia D. Battaglia Italia Edoardo Gambaro                         | Lancia Aprilia                              | 15:35:29,000 |
| 39               | T + 1.1 | 331 |                               | Italia Luigi Fiertler Italia L. Siracusa                           | Alfa Romeo 6C 2500                          | 15:41:05,000 |
| 40               | S 1.1   | 442 |                               | Italia O. Cecchini Italia O. Orsi                                  | Fiat 1100                                   | 15:44:29,000 |
| 41               | S 1.1   | 444 |                               | Italia Piero Scotti Italia L. Garrone                              | Cisitalia 202                               | 15:45:08,000 |
| 42               | S 1.1   | 558 |                               | Italia Conza Italia Cesare Beretta                                 | Fiat 1100                                   | 15:45:08,000 |
| 43               | T + 1.1 | 409 |                               | Italia Roberto Sgorbati Italia Giuseppe Sgorbati                   | Lancia Aprilia                              | 15:47:30,000 |
| 44               | T + 1.1 | 343 |                               | Italia Nicola Musmeci Italia A. Pedrocco                           | Lancia Aprilia                              | 15:49:30,000 |
| 45               | T + 1.1 | 325 |                               | Italia Umberto Castiglioni Italia Bordoli                          | Lancia Aprilia                              | 15:51:12,000 |
| 46               | S 1.1   | 542 |                               | Italia A. Garanzini Italia O. Acquati                              | Fiat 1100                                   | 15:51:32,000 |
| 47               | S + 1.1 | 639 |                               | Italia Silvio Basso Italia L. Basso                                | Alfa Romeo 6C 2500SS Cabriolet Pinin Farina | 15:51:46,000 |
| 48               | S 1.1   | 551 |                               | Italia M. Montaldo Italia Giorgio De Rossi                         | Fiat 1100S Berlinetta                       | 15:52:09,000 |
| 49               | S 1.1   | 430 |                               | Italia Araldo Sassone Italia F. Bazzi                              | Fiat 1100                                   | 15:54:02,000 |
| 50               | T + 1.1 | 315 |                               | Italia Massimo Alesi Italia Alberto Alesi                          | Alfa Romeo 6C 2500 Spider                   | 15:57:14,000 |
| 51               | T + 1.1 | 330 |                               | Italia G. Marsaglia Italia E. Giolino                              | Lancia Aprilia                              | 16:03:12,000 |
| 52               | T + 1.1 | 316 |                               | Italia Uberti Italia C. Torello                                    | Lancia Aprilia                              | 16:08:10,000 |
| 53               | S + 1.1 | 636 |                               | Italia Francesco Beneventano Lussemburgo Renato Danese             | Alfa Romeo N.D. 6C 2500SS                   | 16:11:14,000 |
| 54               | T + 1.1 | 403 |                               | Italia Emilio Dansi Italia G. Ossena                               | Lancia Aprilia                              | 16:11:14,000 |
| 55               | S 1.1   | 518 |                               | Italia Vendemmia Italia L. Marzani                                 | Fiat 1100                                   | 16:13:48,000 |
| 56               | T + 1.1 | 402 |                               | Italia C. Lombardi Italia L. Salvarani                             | Lancia Aprilia                              | 16:13:48,000 |
| 57               | T + 1.1 | 404 |                               | Italia Antonio Bottazzi Italia Stefano Crespi                      | Lancia Aprilia                              | 16:25:43,000 |
| 58               | T + 1.1 | 401 |                               | Italia Stefano Frati Italia G. Cioni                               | Lancia Aprilia                              | 16:26:39,000 |
| 59               | S + 1.1 | 646 |                               | Italia Ermanno Gurgo Salice Italia Giovanna Maria Cornaggia Medici | Alfa Romeo N.D. 6C 2500SS                   | 16:27:49,000 |
| 60               | T + 1.1 | 351 |                               | Italia Mario Reynaldi Italia Orlando Cravotto                      | Lancia Aprilia                              | 16:29:02,000 |
| 61               | S 1.1   | 544 |                               | Italia Giulio Rollino Italia A. Rollino                            | Fiat 1100S Berlinetta                       | 16:33:30,000 |
| 62               | S 1.1   | 556 |                               | Venezuela M. de Peppo Italia Tomasi                                | Fiat 1100                                   | 16:33:41,000 |
| 63               | T 1.1   | 105 |                               | Italia Luigi Segré Italia Gino Valenzano                           | Fiat 1100 Cabriolet Monviso                 | 16:34:12,000 |
| 64               | T + 1.1 | 408 |                               | Italia S. Crivelli Italia Gian Luigi Crivelli                      | Lancia Aprilia                              | 16:34:40,000 |
| 65               | T + 1.1 | 338 |                               | Italia Giampiero Segafredo Italia E. Segafredo                     | Lancia Aprilia                              | 16:34:47,000 |
| 66               | T + 1.1 | 411 |                               | Italia Luigi Marcolini Italia Brandolino Brandolini d'Adda         | Lancia Aprilia                              | 16:36:30,000 |
| 67               | T + 1.1 | 359 |                               | Italia Giulio Cabianca Italia Alberto Pontirolli                   | Fiat 1500                                   | 16:39:22,000 |
| 68               | T + 1.1 | 333 |                               | Italia Bruno Cavallo Italia C. Succo                               | Lancia Aprilia                              | 16:39:41,000 |
| 69               | T 1.1   | 139 |                               | Italia Franco Bordoni-Bisleri Italia E. Volpi                      | Fiat 1100B                                  | 16:43:04,000 |
| 70               | T 1.1   | 114 |                               | Italia Guido Mancini Italia G. Mancini                             | Fiat 1100                                   | 16:43:34,000 |
| 71               | S + 1.1 | 618 |                               | Italia Agostino di Stefano Italia P. Pecora                        | Alfa Romeo 6C 2500SS Coupé Touring          | 16:44:13,000 |
| 72               | T 1.1   | 201 |                               | Italia Armando Bevilacqua Italia P. Carboni                        | Fiat 1100                                   | 16:44:58,000 |
| 73               | S 1.1   | 527 |                               | Italia Attilio Copetta Italia Giacomo Gallinari                    | Fiat 1100                                   | 16:47:30,000 |
| 74               | T 1.1   | 202 |                               | Italia Giuseppe Attanasio Italia Vito Sante Boido                  | Fiat 1100                                   | 16:47:53,000 |
| 75               | T + 1.1 | 322 |                               | Italia G. De Angeli Italia Mario Della Favera                      | Lancia Aprilia                              | 16:52:10,000 |
| 76               | S 1.1   | 534 |                               | Italia A. Carta Italia D. Carta                                    | Fiat 1100                                   | 16:53:15,000 |
| 77               | S 750   | 233 |                               | Italia Maggiorello Maggiorelli Italia Anselmo Maggiorelli          | Fiat 750 Benedetti Giannini                 | 16:53:30,000 |
| 78               | S 1.1   | 504 |                               | Italia C. Burdino Italia Giovanni Girotto                          | Fiat 1100S Berlinetta                       | 16:53:48,000 |
| 78               | T 1.1   | 152 |                               | Italia Attilio Brandi Italia Nello Taddei                          | Fiat 1100                                   | 16:53:48,000 |
| 80               | T 1.1   | 125 |                               | Italia Stefano Alquati Italia G. Ghisolfi                          | Fiat 1100                                   | 16:53:59,000 |
| 81               | T + 1.1 | 345 |                               | Italia Giuseppe Rota Italia L. Toscano                             | Lancia Aprilia                              | 16:54:18,000 |
| 82               | T 1.1   | 106 |                               | Italia Carmelo Di Pasquale Italia Cappuzzello                      | Fiat 1100                                   | 16:54:51,000 |
| 83               | S 750   | 216 |                               | Italia Mario Paesetti Italia C. Lana                               | Fiat 750                                    | 17:03:03,000 |
| 84               | T 1.1   | 151 |                               | Italia Mario Lietti Italia Enzo Castelli                           | Fiat 1100                                   | 17:05:45,000 |
| 85               | T 1.1   | 142 |                               | Italia Gaetano Sani Italia G. Scaglioni                            | Fiat 1100                                   | 17:16:55,000 |
| 86               | T + 1.1 | 329 |                               | Italia Sartorio Italia Piero Siena                                 | Lancia Aprilia                              | 17:17:56,000 |
| 87               | T 1.1   | 135 |                               | Italia Giuseppe Mongelli Italia Enrico Tannoia                     | Fiat 1100                                   | 17:18:20,000 |
| 88               | S 750   | 250 |                               | Italia Enrico Cané Italia A. Bignardi                              | Fiat 750                                    | 17:18:28,000 |
| 89               | T 1.1   | 204 |                               | Italia P. Fontanabona Italia Marco Ferrini                         | Fiat 1100                                   | 17:19:31,000 |
| 90               | T 1.1   | 109 |                               | Italia Gino De Sanctis Italia Agostino Prosperi                    | Fiat 1100                                   | 17:20:48,000 |
| 91               | S 1.1   | 503 |                               | Italia Pietro Mauri Italia Giuseppe Calloni                        | Fiat 1100S Berlinetta                       | 17:20:48,000 |
| 92               | T 1.1   | 120 |                               | Italia L. Bianchi Italia Pietro Fontanella                         | Fiat 1100                                   | 17:23:43,000 |
| 93               | S 750   | 259 |                               | Italia Armando François Italia A. Civetta                          | Fiat 750                                    | 17:24:18,000 |
| 94               | T 1.1   | 154 |                               | Italia Geo Ferrari Italia Bagnoli                                  | Fiat 1100                                   | 17:25:46,000 |
| 95               | T 1.1   | 122 |                               | Italia Carlo Mantori Italia G. Risetti                             | Fiat 1100                                   | 17:27:41,000 |
| 96               | T 1.1   | 127 |                               | Italia Franco Dansi Italia P. Camera                               | Fiat 1100                                   | 17:28:48,000 |
| 97               | T 1.1   | 104 |                               | Italia O. Silvani Italia M. Martinengo                             | Fiat 1100                                   | 17:29:22,000 |
| 98               | S 1.1   | 540 |                               | Italia V. Longo Italia Annibale Moroni                             | Fiat 1100                                   | 17:31:57,000 |
| 99               | T 1.1   | 115 |                               | Italia G. Colombo Italia G. Provasi                                | Fiat 1100                                   | 17:33:58,000 |
| 100              | S 1.1   | 541 |                               | Italia Roberto Gandini Italia L. Rosselli                          | Fiat 1100                                   | 17:36:27,000 |
| 101              | T 1.1   | 102 |                               | Italia Walter Ruffini Italia E. Vaghi                              | Fiat 1100                                   | 17:37:28,000 |
| 102              | T + 1.1 | 406 |                               | Italia Giovanni Gorrini Italia Celeste Barbieri                    | Fiat 1500                                   | 17:38:11,000 |
| 103              | S 1.1   | 537 |                               | Italia E. Turolla Italia L. Garbini                                | Fiat-Turolla 1100                           | 17:41:26,000 |
| 104              | T 1.1   | 129 |                               | Italia Aniceto Carbonin Italia Nello Carbonin                      | Fiat 1100                                   | 17:42:19,000 |
| 105              | T 1.1   | 129 |                               | Italia Francesco Matrullo Italia Umberto Conti                     | Fiat 1100                                   | 17:42:41,000 |
| 106              | T 1.1   | 153 |                               | Italia Bruno Moroni Italia P. Zorino                               | Fiat 1100                                   | 17:43:05,000 |
| 107              | T 1.1   | 153 |                               | Italia Ferruccio Musitelli Italia Giulio Musitelli                 | Fiat 1100                                   | 17:45:10,000 |
| 108              | S 750   | 240 |                               | Italia Francesco Giardini Italia Angelo Tiocchio                   | Stanguellini S750                           | 17:46:53,000 |
| 109              | S 1.1   | 449 |                               | Italia N. Beninati Italia G. Tocchio                               | Cisitalia 202                               | 17:52:08,000 |
| 110              | S 750   | 221 |                               | Italia Vito Barion Italia Vittorino Barion                         | Stanguellini S750                           | 17:52:08,000 |
| 111              | T 1.1   | 143 |                               | Italia G. Premoli Italia G. Premoli                                | Fiat 1100                                   | 17:54:16,000 |
| 112              | T 1.1   | 206 |                               | Italia Giuseppe Coriasco Italia A. Capelli                         | Fiat 1100                                   | 17:55:14,000 |
| 113              | T 1.1   | 111 |                               | Italia P. A. Cornaglia Italia A. M. Cornaglia                      | Fiat 1100                                   | 17:55:16,000 |
| 114              | T 1.1   | 155 |                               | Italia Casimiro Toselli Italia Fernando Ghiglia                    | Fiat 1100                                   | 17:55:38,000 |
| 115              | T + 1.1 | 327 |                               | Regno Unito Kiff Tebby Italia A. Comegna                           | Lancia Aprilia                              | 17:58:39,000 |
| 116              | S 1.1   | 500 |                               | Italia Giuseppe Cioni Italia Edo Pulidori                          | Fiat 1100                                   | 18:02:24,000 |
| 117              | S 750   | 254 |                               | Italia E. Sammarco Italia E. Boldrini                              | Fiat Stanguellini 750 Berlinetta            | 18:06:26,000 |
| 118              | T 1.1   | 116 |                               | Italia G. Ossani Italia Renzo Rugolo                               | Fiat 1100                                   | 18:10:54,000 |
| 119              | T 1.1   | 147 |                               | Italia Giovanni Caffaro Italia M. Caffaro                          | Fiat 1100                                   | 18:11:12,000 |
| 120              | T 1.1   | 203 |                               | Italia P. Zaini Italia Piero Moscatelli                            | Fiat 1100                                   | 18:20:13,000 |
| 121              | T 1.1   | 121 |                               | Italia Paolo Pagani Italia Bruno Venezian                          | Fiat 1100                                   | 18:23:12,000 |
| 122              | S 750   | 242 |                               | Italia I. Prati Italia A. Pea                                      | Fiat 750                                    | 18:26:29,000 |
| 123              | S 750   | 238 |                               | Italia Gianfranco Stanga Italia Camillo Stanga                     | Fiat 750                                    | 18:28:40,000 |
| 124              | T 1.1   | 208 |                               | Italia Antonio Nicolai Italia Gustavo Richter                      | Lancia Ardea                                | 18:31:12,000 |
| 125              | T 1.1   | 113 |                               | Italia E. Menicagli Italia C. Paoletti                             | Fiat 1100                                   | 18:31:13,000 |
| 126              | T 1.1   | 158 |                               | Italia G. Finelli Italia S. Barbieri                               | Fiat 1100                                   | 18:34:30,000 |
| 127              | S 1.1   | 434 |                               | Italia P. Braccialini Italia Corinna Braccialini                   | Cisitalia 202 SMM                           | 18:37:56,000 |
| 128              | S 1.1   | 447 |                               | Italia Livio Loi Italia Franco Pisano                              | Fiat 1100S Berlinetta                       | 18:40:57,000 |
| 129              | S 750   | 257 |                               | Italia Rinaldo Bossini Italia Mario Facca                          | Fiat 750                                    | 18:41:38,000 |
| 130              | T 750   | 036 |                               | Italia Sergio Ferraguti Italia Luigi Ferraiolo                     | Fiat 500                                    | 18:47:06,000 |
| 131              | T 750   | 046 |                               | Italia Luigi Zanetti Italia U. Zunica                              | Fiat 500                                    | 18:50:12,000 |
| 132              | S 750   | 306 |                               | Italia M. Bonomi Todeschini Italia G. Bonomi Todeschini            | Fiat 750                                    | 18:50:48,000 |
| 133              | S 750   | 224 |                               | Italia Carlo Francesconi Italia G. Chinellato                      | Fiat 750 Bertone                            | 18:53:12,000 |
| 134              | T 750   | 031 |                               | Italia Giancarlo Cavellini Italia A. Serina                        | Fiat 500                                    | 18:53:49,000 |
| 135              | T 1.1   | 159 |                               | Italia N. Colnaghi Italia F. Pozzoni                               | Fiat 1100                                   | 18:56:54,000 |
| 136              | T 750   | 020 |                               | Italia Bruno Boccosi Italia Giovanni Polverini                     | Fiat 500                                    | 19:08:30,000 |
| 137              | T 1.1   | 146 |                               | Italia Vittorio Annoni Italia Cesare Citterio                      | Lancia Ardea                                | 19:08:30,000 |
| 138              | T 750   | 012 |                               | Italia Rosin Italia A. Tamburini                                   | Fiat 500                                    | 19:09:09,000 |
| 139              | T 750   | 010 |                               | Italia Dario Lunghi Italia E. Petreni                              | Fiat 500                                    | 19:11:48,000 |
| 140              | S 50    | 302 |                               | Italia Nino Ricci Italia G. E. Luzi                                | BMW-Ricci 750                               | 19:12:15,000 |
| 141              | T 750   | 051 |                               | Italia Angelo Sbordone Italia Francesco Pietramala                 | Fiat 750                                    | 19:15:33,000 |
| 142              | T 750   | 024 |                               | Italia A. Panicucci Italia U. Bongrani                             | Fiat 500                                    | 19:17:46,000 |
| 143              | T 750   | 048 |                               | Italia S. Basagni Italia P. Basagni                                | Fiat 500                                    | 19:21:40,000 |
| 144              | T 750   | 044 |                               | Italia Massimo Ferrazzi Italia Alberto Gidoni                      | Fiat 500                                    | 19:23:03,000 |
| 145              | T 750   | 034 |                               | Italia Osvaldo Lippi Italia G. Albertoni                           | Fiat 500                                    | 19:24:24,000 |
| 146              | T 750   | 033 |                               | Italia Alfredo Tinazzo Italia R. Squarcino                         | Fiat 500                                    | 19:25:24,000 |
| 147              | T 750   | 049 |                               | Italia Raffaele Cisternino Italia Nicola Saponaro                  | Fiat 500                                    | 19:31:03,000 |
| 148              | S 1.1   | 440 |                               | Italia M. Desiati Italia A. Raineri                                | Fiat 1100                                   | 19:34:04,000 |
| 149              | S 750   | 241 |                               | Italia Ottorino Organo Italia Armando Pasqualin                    | Fiat Pasqualin 750                          | 19:36:36,000 |
| 150              | T 750   | 016 |                               | Italia D. Fusacchia Italia B. Carotti                              | Fiat 500                                    | 19:36:38,000 |
| 151              | T 750   | 017 |                               | Italia Ettore Morelli Italia Armando Morelli                       | Fiat 500                                    | 19:38:15,000 |
| 152              | T 750   | 025 |                               | Italia Bruno Mazzi Italia G. Bertani                               | Fiat 500                                    | 19:38:59,000 |
| 153              | T 750   | 038 |                               | Italia R. Mariotti Italia M. Morosi                                | Fiat 500                                    | 19:43:05,000 |
| 154              | T 750   | 032 |                               | Italia Castellarini Italia G. Nicolich                             | Fiat 500                                    | 19:44:12,000 |
| 155              | T 750   | 042 |                               | Italia Luciano Ciolfi Italia Scoppa                                | Fiat 500                                    | 19:45:31,000 |
| 156              | T 750   | 013 |                               | Italia A. I. Esposti Italia Emilio Vicentini                       | Fiat 500                                    | 19:47:02,000 |
| 157              | T 750   | 028 |                               | Italia G. Ambrogi Italia Silvano Cai                               | Fiat 500                                    | 19:47:11,000 |
| 158              | T 750   | 011 |                               | Italia S. Del Pra Italia Enrico Pini                               | Fiat 500                                    | 19:49:00,000 |
| 159              | T 750   | 014 |                               | Italia F. Bernabo Italia D. Menchetti                              | Fiat 500                                    | 19:49:15,000 |
| 160              | T 750   | 035 |                               | Italia Ambrogio Arosio Italia U. Sala                              | Fiat 500                                    | 19:55:51,000 |
| 161              | T 750   | 026 |                               | Italia Salvatore Giglio Italia Juliucci                            | Fiat 500                                    | 20:01:39,000 |
| 162              | T 1.1   | 200 |                               | Italia P. Cantoni Italia I. Brambilla                              | Fiat 1100                                   | 20:02:17,000 |
| 163              | T 750   | 015 |                               | Italia Alberto Del Bono Italia C. Del Bono                         | Fiat 500                                    | 20:03:00,000 |
| 164              | T 750   | 001 |                               | Italia E. Andreini Italia S. Del Moro                              | Fiat 500                                    | 20:03:25,000 |
| 165              | S 750   | 237 |                               | Italia Domenico Ogna Italia G. Zerneri                             | Fiat 750                                    | 20:03:50,000 |
| 166              | T 750   | 018 |                               | Italia Valentino Cocchi Italia S. Brigato                          | Fiat 500                                    | 20:07:36,000 |
| 167              | T 750   | 030 |                               | Italia P. Venturelli Italia G. Mazzetti                            | Fiat 500                                    | 20:09:16,000 |
| 168              | T 750   | 047 |                               | Italia Umberto Bini Italia M. Randi                                | Fiat 500                                    | 20:17:27,000 |
| 169              | T 750   | 053 |                               | Italia A. Baccelli Italia M. Lombardi                              | Fiat 500                                    | 20:26:22,000 |
| 170              | S 750   | 303 |                               | Italia Michele Schermi Italia A. Costa                             | Siata 750                                   | 20:30:55,000 |
| 171              | T 750   | 023 |                               | Italia Bovio Italia A. Morassuti                                   | Fiat 500                                    | 20:34:59,000 |
| 172              | T 750   | 052 |                               | Italia Alessandro Zafferri Italia Gianfranco Pulle                 | Fiat 500                                    | 20:43:55,000 |
| 173              | T 750   | 037 |                               | Italia L. Conzani Italia M. Lucchini                               | Fiat 500                                    | 21:06:47,000 |
| 174              | T 750   | 040 |                               | Italia Adriano Ferrario Italia Giancarlo Storari                   | Fiat 500                                    | 21:15:25,000 |
| 175              | S 750   | 258 |                               | Italia Mario Fenocchio Italia Domenico Fenocchio                   | Fiat 750                                    | 21:16:10,000 |
| 176              | T 750   | 022 |                               | Italia G. Berlucchi Italia G. Celotti                              | Fiat 500                                    | 21:58:06,000 |
| 177              | S 750   | 215 |                               | Italia G. Ambrogio Italia G. Guerrini                              | Fiat 750                                    | 23:08:26,000 |
| 178              | S 750   | 253 |                               | Italia M. Cicognani Italia B. Mares                                | Fiat 750                                    | 23:10:36,000 |
| 179              | T 750   | 027 |                               | Italia P. Cavazza Italia Centurini                                 | Fiat 500                                    | 25:00:14,000 |
| Squalificati     |         |     |                               |                                                                    |                                             |              |
| 180              | T 1.1   | 148 |                               | Italia S. Marini Italia Zaccato                                    | Fiat 1100                                   |              |
| 181              | S 750   | 231 |                               | Italia G. Panzacchi Italia A. Faccioli                             | Fiat 750                                    |              |
| Non classificati |         |     |                               |                                                                    |                                             |              |
| 182              | T 750   | 005 |                               | Italia R. Cumani Italia Gritti                                     | Fiat 500                                    |              |
| 183              | T 750   | 008 |                               | Italia A. Pardini Italia P. Pardini                                | Fiat 500                                    |              |
| 184              | T 750   | 009 |                               | Italia Raffaello Matteucci Italia Giuseppe Musolino                | Fiat 500                                    |              |
| 185              | T 750   | 019 |                               | Italia Vincenzo Rosso Italia R. Dalla Zonca                        | Fiat 500                                    |              |
| 186              | T 750   | 021 |                               | Italia R. Benvenuti Italia Luigi Zannini                           | Fiat 500                                    |              |
| 187              | T 750   | 041 |                               | Italia Alberto Filippi Italia P. Morini                            | Fiat 500                                    |              |
| 188              | T 750   | 043 |                               | Italia Vasco Pasquinelli Regno Unito G. B. Profumo                 | Fiat 500                                    |              |
| 189              | T 750   | 045 |                               | Italia Michele Giovine Italia Camorali                             | Fiat 500                                    |              |
| 190              | T 1.1   | 117 |                               | Italia Fausto Nember Italia V. Nember                              | Fiat 1100                                   |              |
| 191              | T 1.1   | 118 |                               | Italia Lino Franceschetti Italia G. Piovan                         | Fiat 1100                                   |              |
| 192              | T 1.1   | 119 |                               | Italia Boggi Italia Pasta                                          | Fiat 1100                                   |              |
| 193              | T 1.1   | 126 |                               | Italia Nicosia Italia Gianni Manelli                               | Fiat 1100                                   |              |
| 194              | T 1.1   | 128 |                               | Italia Alberto Della Beffa Italia E. Borgonovo                     | Fiat 1100                                   |              |
| 195              | T 1.1   | 130 |                               | Italia P. Bona Italia A. Cerruti                                   | Fiat 1100                                   |              |
| 196              | T 1.1   | 131 |                               | Italia Carlo Chiti Italia M. Landi                                 | Fiat 1100                                   |              |
| 197              | T 1.1   | 132 |                               | Italia Medarno Merli Italia Carlo Cappelli                         | Fiat 1100                                   |              |
| 198              | T 1.1   | 134 |                               | Italia E. Fusetti Italia Piero Facetti                             | Fiat 1100                                   |              |
| 199              | T 1.1   | 138 |                               | Italia Cugarelli Italia Bigi                                       | Stanguellini T1100                          |              |
| 200              | T 1.1   | 140 |                               | Italia Valmorbida Italia Sugliech                                  | Fiat 1100                                   |              |
| 201              | T 1.1   | 144 |                               | Italia E. Vivaldi Italia R. Daverio                                | Fiat 1100                                   |              |
| 202              | T 1.1   | 149 |                               | Italia Morbidelli Italia P. Cresta                                 | Fiat 1100                                   |              |
| 203              | T 1.1   | 156 |                               | Italia Mario Coda Italia L. Pavignano                              | Lancia Ardea                                |              |
| 204              | T 1.1   | 205 |                               | Italia G. Boattini Italia Silvio Rondina                           | Fiat 1100                                   |              |
| 205              | T 1.1   | 207 |                               | Italia Fredo Italia Balocca                                        | Fiat 1100                                   |              |
| 206              | S 750   | 217 |                               | Italia Alessandro Vici Italia G. Mattioli                          | Fiat 750                                    |              |
| 207              | S 750   | 222 |                               | Italia P. Peter Italia Ottavio Marazzi                             | Fiat Giannini 750 Berlinetta                |              |
| 208              | S 750   | 226 |                               | Italia Bernardo Taraschi Italia F. De Cecco                        | Urania 750                                  |              |
| 209              | S 750   | 228 |                               | Italia Sandro Fiorio Italia Piero Avalle                           | Fiat 750 Siata                              |              |
| 210              | S 750   | 229 |                               | Italia F. Crivellari Italia Cecconi                                | Fiat 750                                    |              |
| 211              | S 750   | 232 | Italia Giuseppe Musso         | Italia Giuseppe Musso Italia A. Bertolini                          | Stanguellini S750                           |              |
| 212              | S 750   | 234 |                               | Italia Ugo Puma Italia Aquilino Branca                             | Giusti Testadoro Daniela                    |              |
| 213              | S 750   | 235 |                               | Italia Aldo Curatolo Italia Grasselli                              | Stanguellini S750                           |              |
| 214              | S 750   | 243 |                               | Italia Alessandro Suppi Italia G. Locchi                           | Fiat 750                                    |              |
| 215              | S 750   | 244 |                               | Italia Renato Ambrosini Italia D. Borgialli                        | Siata SC750 Fiat                            |              |
| 216              | S 750   | 246 |                               | Italia Elio Zagato Italia Sandro Da Fano                           | Giusti Testadoro Daniela                    |              |
| 217              | S 750   | 247 |                               | Italia Sesto Leonardi Italia Giuseppe Rosati                       | Fiat Patriarca 750                          |              |
| 218              | S 750   | 248 |                               | Italia Marino Guarnieri Italia Francesco Turolla                   | Fiat 750                                    |              |
| 219              | S 750   | 249 |                               | Italia Naborre Masetti Italia A. Masetti                           | Fiat 750                                    |              |
| 220              | S 750   | 251 |                               | Italia Casagrande Italia Greppi                                    | Fiat 750                                    |              |
| 221              | S 750   | 252 |                               | Italia Giovanni Battista Cavarzerani Italia Cesco Van den Borre    | Fiat 750                                    |              |
| 222              | S 750   | 255 |                               | Italia R. Guerrieri Italia A. Giannelli                            | Fiat 750                                    |              |
| 223              | S 750   | 304 |                               | Italia Luigi Salini Italia Musa                                    | Fiat Siata 750                              |              |
| 224              | S 750   | 305 |                               | Italia Carlo Strozzi Italia Bergagna                               | Fiat 750                                    |              |
| 225              | T + 1.1 | 317 |                               | Italia Aldo Greppi Italia Vittorio Casalegno                       | Lancia Aprilia                              |              |
| 226              | T + 1.1 | 328 |                               | Italia S. Pernigotti Italia Zorzoli                                | Lancia Aprilia                              |              |
| 227              | T + 1.1 | 334 |                               | Italia M. Longoni Italia Cantalupo                                 | Lancia Aprilia                              |              |
| 228              | T + 1.1 | 336 |                               | Italia Umberto Marzotto Italia Raffaele Carlesso                   | Lancia Aprilia                              |              |
| 229              | T + 1.1 | 337 |                               | Italia A. Ravasio Italia Grattarola                                | Lancia Aprilia                              |              |
| 230              | T + 1.1 | 344 |                               | Italia Ezio Ferraris Italia A. Garlanda                            | Lancia Aprilia                              |              |
| 231              | T + 1.1 | 347 |                               | Italia P. Filiani Italia Di Silvestro                              | Lancia Aprilia                              |              |
| 232              | T + 1.1 | 348 |                               | Italia P. Rossi Italia Giovanni Capuzzo                            | Lancia Aprilia                              |              |
| 233              | T + 1.1 | 349 |                               | Italia Depoit Italia Dioscoride Lanza                              | Delahaye 3500                               |              |
| 234              | T + 1.1 | 355 |                               | Italia Emilio Romano Italia Giuseppe Grasso                        | Alfa Romeo                                  |              |
| 235              | T + 1.1 | 357 |                               | Italia A. Bosi Italia Vicis                                        | Citroën                                     |              |
| 236              | T + 1.1 | 358 |                               | Italia Gianni Marzotto Italia Marco Crosara                        | Lancia Aprilia                              |              |
| 237              | T + 1.1 | 410 |                               | Italia Pierre Nessi Italia Ghirlanda                               | Healey 2400                                 |              |
| 238              | S 1.1   | 420 |                               | Francia Pierre Boncompagni Francia Minciotti                       | Fiat 1100 Sport                             |              |
| 239              | S 1.1   | 421 |                               | Italia Aldo Soprani Italia N. Bacchetta                            | Fiat 1100 Sport                             |              |
| 240              | S 1.1   | 422 |                               | Italia Alberto Comirato Italia Lia Comirato Dumas                  | Fiat-Comirato 1100 Sport                    |              |
| 241              | S 1.1   | 423 |                               | Italia Achille Fona Italia Speriani                                | Fiat 1100                                   |              |
| 242              | S 1.1   | 425 |                               | Italia G. Chiappero Italia U. Vigna                                | Cisitalia 202                               |              |
| 243              | S 1.1   | 427 |                               | Italia Ilario Bandini Italia Arrigo Cantelli                       | Fiat-Bandini 1100 Sport                     |              |
| 244              | S 1.1   | 433 | Italia Aldo Terigi            | Italia Aldo Terigi Italia Petrucci                                 | Stanguellini S1100                          |              |
| 245              | S 1.1   | 435 |                               | Italia Carlo Braga Italia Egisto Baistrocchi                       | Stanguellini S1100                          |              |
| 246              | S 1.1   | 437 |                               | Italia Antonio Sutti Italia E. Sommariva                           | Fiat 1100                                   |              |
| 247              | S 1.1   | 446 |                               | Italia Bortolotti Italia Medri                                     | Cisitalia 202                               |              |
| 248              | S 1.1   | 448 |                               | Italia Tattoni Italia D. Gialluca                                  | Cisitalia 202                               |              |
| 249              | S 1.1   | 452 |                               | Italia Guido Bosi Italia Gallini                                   | Fiat 1100                                   |              |
| 250              | S 1.1   | 453 |                               | Italia Umberto Cagli Italia Sergio Banti                           | Fiat 1100                                   |              |
| 251              | S 1.1   | 454 |                               | Italia Antonio Stagnoli Italia Remo Cattini                        | Cisitalia 202                               |              |
| 252              | S 1.1   | 456 |                               | Italia G. Cappelletti Italia G. Storari                            | Fiat 1100S Berlinetta                       |              |
| 253              | S 1.1   | 457 |                               | Italia Antonio Bortolami Italia O. Pippa                           | Fiat 1100                                   |              |
| 254              | S 1.1   | 502 |                               | Italia F. M. Bianchi Italia Giorgio Becucci                        | Fiat 508CMM Ricarrozzato Spider             |              |
| 255              | S 1.1   | 505 |                               | Italia F. Sebastiani Italia V. Berardi                             | Fiat 1100                                   |              |
| 256              | S 1.1   | 507 | Italia Emanuele Nasi          | Italia Emanuele Nasi Italia Mariano Brandoli                       | Osca MT4 1100                               |              |
| 257              | S 1.1   | 514 |                               | Italia Elio Checcacci Italia M. Checcacci                          | Fiat 1100                                   |              |
| 258              | S 1.1   | 515 |                               | Italia Roberto Sgorbati Italia Conrero                             | Fiat 1100                                   |              |
| 259              | S 1.1   | 517 | Italia Paride Mambelli        | Italia Arnaldo Tullini Italia Luigi Rossi                          | Stanguellini S1100                          |              |
| 260              | S 1.1   | 519 |                               | Italia A. Morandini Italia O. Bettini                              | Fiat 1100                                   |              |
| 261              | S 1.1   | 520 |                               | Italia Supremo Montanari Italia Giovanni Montanari                 | Stanguellini 1100 Ala D'Oro                 |              |
| 262              | S 1.1   | 522 |                               | Italia Odero Italia Pellegrino Gullini                             | Fiat 1100                                   |              |
| 263              | S 1.1   | 523 |                               | Italia Luigi Schera Italia Mignocchi                               | Fiat 1100                                   |              |
| 264              | S 1.1   | 524 |                               | Italia G. Gaboardi Italia Mario Piazza                             | Fiat 1100S Berlinetta                       |              |
| 265              | S 1.1   | 526 |                               | Italia Carlo Scagliarini Italia Guido Scagliarini                  | Stanguellini S1100                          |              |
| 266              | S 1.1   | 528 |                               | Italia C. Tamburini Italia Lanfranco Fontana                       | Cisitalia 202 Berlinetta Pinin Farina       |              |
| 267              | S 1.1   | 529 |                               | Italia Inico Bernabei Italia Adolfo Macchieraldo                   | Cisitalia 202MM Berlinetta                  |              |
| 268              | S 1.1   | 532 |                               | Italia A. Monza Italia Giuliano Ronzoni                            | Fiat 1100                                   |              |
| 269              | S 1.1   | 533 |                               | Italia Ernesto Menato Italia Plinio Ferrari                        | Fiat 1100S Berlinetta                       |              |
| 270              | S 1.1   | 535 |                               | Italia Salonia Italia Castro                                       | Fiat 1100                                   |              |
| 271              | S 1.1   | 539 |                               | Italia O. Quercioli Italia L. Marchionneschi                       | Fiat 1100                                   |              |
| 272              | S 1.1   | 543 |                               | Italia Ugo Bormioli Italia M. Caffini                              | Fiat 1100                                   |              |
| 273              | S 1.1   | 545 |                               | Italia Lasorsa Italia Luciano Fina                                 | Fiat 1100                                   |              |
| 274              | S 1.1   | 549 | Italia Angelo Bettinazzi      | Italia Angelo Bettinazzi Italia Francesco Nissotti                 | Stanguellini 1100 Spider Ala D'Oro          |              |
| 275              | S 1.1   | 550 | Italia Giuseppe Bertone       | Italia Giuseppe Bertone Italia Franco Bertani                      | Stanguellini S1100                          |              |
| 276              | S 1.1   | 552 | Italia Franco Cornacchia      | Italia Franco Cornacchia Italia L. Lesna                           | Osca MT4 1100                               |              |
| 277              | S 1.1   | 555 |                               | Italia A. Bernardi Italia Mascellani                               | Cisitalia 202                               |              |
| 278              | S 1.1   | 557 |                               | Italia Angelo Mijorini Italia Gastone Crepaldi                     | Cisitalia 202 MM Berlinetta Aerodinamica    |              |
| 279              | S + 1.1 | 610 |                               | Italia Aldo Benedetti Italia N. Battaglini                         | Alfa Romeo 6C 2500SS Torpedino Brescia      |              |
| 280              | S + 1.1 | 611 | Italia Giampiero Bianchetti   | Italia Giampiero Bianchetti Italia Giulio Sala                     | Ferrari 166 S Coupé Allemano                |              |
| 281              | S + 1.1 | 613 |                               | Germania Hans Frey Italia Cavenago                                 | BMW 328                                     |              |
| 282              | S + 1.1 | 614 |                               | Italia Giovanni Rocco Italia Vincenzo Sorrentino                   | Alfa Romeo-Preti 6C 2500                    |              |
| 283              | S + 1.1 | 615 |                               | Italia Mario Pareschi Italia D. Giorgi                             | Alfa Romeo 8C 2300                          |              |
| 284              | S + 1.1 | 616 | Italia Franco Mosters         | Italia Franco Mosters Italia T. Bianchi                            | Ferrari 166 SC                              |              |
| 285              | S + 1.1 | 617 |                               | Italia F. Pariani Italia Aldo Bertossi                             | Pariani-Osca 1350                           |              |
| 286              | S + 1.1 | 619 |                               | Italia Dino Bignami Italia Cesare Maderna                          | Lancia Aprilia Spider                       |              |
| 287              | S + 1.1 | 620 |                               | Italia E. Romano Italia Gianfranco Comotti                         | Maserati A6GCS                              |              |
| 288              | S + 1.1 | 621 |                               | Italia D'Addato Italia Umberto Berti                               | Lancia                                      |              |
| 289              | S + 1.1 | 625 |                               | Regno Unito James Cohen Regno Unito Reg Hingett                    | Healey 2400                                 |              |
| 290              | S + 1.1 | 626 |                               | Italia Edmondo Bucci Regno Unito Davidi                            | Fiat                                        |              |
| 291              | S + 1.1 | 627 | Regno Unito Michael Ten Bosch | Regno Unito Michael Ten Bosch Regno Unito Peter Monkhouse          | Frazer Nash 2000 Mille Miglia               |              |
| 292              | S + 1.1 | 629 | Italia Giovanni Bracco        | Italia Giovanni Bracco Italia Umberto Maglioli                     | Ferrari 166 SC                              |              |
| 293              | S + 1.1 | 630 | Italia Gabriele Besana        | Italia Gabriele Besana Italia Franco Cortese                       | Ferrari 166 SC                              |              |
| 294              | S + 1.1 | 631 |                               | Italia Salvatore Russo Velis Italia Salvatore Scuderi              | Lancia                                      |              |
| 295              | S + 1.1 | 632 |                               | Italia Piero Carini Italia Budriesi                                | Maserati A6GCS                              |              |
| 296              | S + 1.1 | 633 |                               | Italia Roberto Vallone Italia Sergio Sighinolfi                    | Ferrari 166 SC                              |              |
| 297              | S + 1.1 | 634 | Italia Dorino Serafini        | Italia Dorino Serafini Italia Rodolfo Haller                       | Frazer Nash High Speed                      |              |
| 298              | S + 1.1 | 640 |                               | Italia Attilio Guelfi Italia Mario Repetto                         | Furia                                       |              |
| 299              | S + 1.1 | 642 | Italia Scuderia Ferrari       | Italia Piero Taruffi Italia Senesio Nicolini                       | Ferrari 166MM Barchetta Touring             |              |
| 300              | S + 1.1 | 645 |                               | Italia Leonardo Quadri Italia Mirella Quadri                       | Lancia                                      |              |
| 301              | S + 1.1 | 647 |                               | Italia Mario Bornigia Italia Tullio Pacini                         | Alfa Romeo N.D. 6C 2500SS                   |              |
| Non partiti      |         |     |                               |                                                                    |                                             |              |
| 302              | S + 1.1 | 638 | Regno Unito Norman Culpan     | Regno Unito Norman Culpan Regno Unito Dickie Stoop                 | Frazer Nash High Speed                      | 1            |

1nicht gestartet

### Iscritti non partecipanti
Vengono qui riportate le squadre e i veicoli che sono stati originariamente registrati per la competizione ma che per vari motivi non hanno effettivamente partecipato.
| Pos. | Categoria | Nr. | Team                     | Piloti                                       | Chassis        |
| ---- | --------- | --- | ------------------------ | -------------------------------------------- | -------------- |
| 303  | T 750     | 002 |                          |                                              | Fiat 500       |
| 304  | T 750     | 003 |                          |                                              | Fiat 500       |
| 305  | T 750     | 004 |                          | Italia Amerigo Giovanelli Italia Amos Cecchi | Fiat 500       |
| 306  | T 750     | 006 |                          | Italia Bertocco                              | Fiat 500       |
| 307  | T 750     | 007 |                          |                                              | Fiat 500       |
| 308  | T 750     | 029 |                          | Italia Pietro Nava Italia G. L. Ronchi       | Fiat 500       |
| 309  | T 750     | 039 |                          | Italia Vincenzo Maresca                      | Fiat 500       |
| 310  | T 750     | 050 |                          | Italia L. Riccardi Italia E. Riccardi        | Fiat 500       |
| 311  | T 750     | 054 |                          |                                              | Fiat 500       |
| 312  | T 1.1     | 101 |                          | Italia R. Barattolo                          | Fiat 1100      |
| 313  | T 1.1     | 103 |                          | Italia Ambrogio Premoli Italia G. Premoli    | Fiat 1100      |
| 314  | T 1.1     | 107 |                          |                                              | Fiat 1100      |
| 315  | T 1.1     | 108 |                          | Italia Ignazio Scaletta Italia G. Scaletta   | Fiat 1100      |
| 316  | T 1.1     | 110 |                          | Italia Carlo Pesci Italia Edmondo Bucci      | Fiat 1100      |
| 317  | T 1.1     | 112 |                          |                                              | Fiat 1100      |
| 318  | T 1.1     | 123 |                          | Italia Trem. Tognella                        | Lancia Ardea   |
| 319  | T 1.1     | 133 |                          |                                              | Fiat 1100      |
| 320  | T 1.1     | 136 |                          |                                              | Fiat 1100      |
| 321  | T 1.1     | 137 |                          | Italia Guido Maiani Italia Nardozzi          | Lancia Ardea   |
| 322  | T 1.1     | 141 |                          |                                              | Fiat 1100      |
| 323  | T 1.1     | 145 |                          |                                              | Fiat 1100      |
| 324  | T 1.1     | 150 |                          | Italia A.E.G.                                | Fiat 1100      |
| 325  | T 1.1     | 157 |                          |                                              | Fiat 1100      |
| 326  | S 750     | 218 |                          |                                              | Fiat 750       |
| 327  | S 750     | 219 |                          | Italia Daniele Agosti                        | Fiat 750       |
| 328  | S 750     | 220 |                          | Italia Vareni                                | Fiat 750       |
| 329  | S 750     | 223 |                          | Italia Lor                                   | Fiat 750       |
| 330  | S 750     | 225 |                          |                                              | Fiat 750       |
| 331  | S 750     | 227 |                          | Italia Mario Giobellina                      | Fiat 750       |
| 332  | S 750     | 230 |                          | Italia D. Boccardi Argentina L. Schreiber    | Fiat 750       |
| 333  | S 750     | 236 |                          | Italia Gino Basso Argentina Stanga           | Fiat 750       |
| 334  | S 750     | 239 |                          |                                              | Fiat 750       |
| 335  | S 750     | 245 |                          | Italia L. Castello                           | Fiat 750       |
| 336  | S 750     | 256 |                          | Italia Grendene Italia Sergio Monti          | Fiat 750       |
| 337  | S 750     | 300 |                          | Italia D. Pulidori Italia Scardigli          | Fiat 750       |
| 338  | S 750     | 301 |                          | Italia Agostino Giardina                     | Fiat 750       |
| 339  | T + 1.1   | 319 |                          | Italia Magnaghi                              | Lancia Aprilia |
| 340  | T + 1.1   | 320 |                          | Italia Mario Porrino                         | Lancia Aprilia |
| 341  | T + 1.1   | 321 |                          | Italia G. Gambirasio                         | Lancia Aprilia |
| 342  | T + 1.1   | 323 |                          | Italia Giuseppe Falanga                      |                |
| 343  | T + 1.1   | 332 |                          |                                              | Healey         |
| 344  | T + 1.1   | 341 |                          | Italia Guido Barbieri                        | Fiat           |
| 345  | T + 1.1   | 342 |                          | Italia Mario Simonetti Italia Maccola        | Lancia Aprilia |
| 346  | T + 1.1   | 350 |                          |                                              | Lancia Aprilia |
| 347  | T + 1.1   | 352 |                          |                                              | Lancia Aprilia |
| 348  | T + 1.1   | 353 |                          |                                              | Lancia Aprilia |
| 349  | T + 1.1   | 354 |                          | Italia Mel                                   | Lancia Aprilia |
| 350  | T + 1.1   | 400 |                          | Italia Alberto Mazza Italia G. Romanelli     | Lancia Aprilia |
| 351  | T + 1.1   | 405 |                          | Italia Maria Teresa de Filippis              | Lancia Aprilia |
| 352  | S 1.1     | 428 |                          | Italia I. Pezzoli                            | Fiat           |
| 353  | S 1.1     | 429 |                          | Italia Aldo Soprani                          | Fiat           |
| 354  | S 1.1     | 432 |                          | Italia Gaetano Zurlo Italia Antonio Zurlo    | Fiat           |
| 355  | S 1.1     | 438 |                          | Italia Ubaldo Felicioli Italia Ragazzi       | Fiat           |
| 356  | S 1.1     | 441 | Italia Paolo Montezemolo | Italia Paolo Montezemolo Italia P. Ferrero   | Osca MT4 1100  |
| 357  | S 1.1     | 501 |                          |                                              | Fiat           |
| 358  | S 1.1     | 508 |                          |                                              |                |
| 359  | S 1.1     | 509 |                          |                                              |                |
| 360  | S 1.1     | 510 |                          |                                              |                |
| 361  | S 1.1     | 511 |                          |                                              |                |
| 362  | S 1.1     | 530 |                          | Italia Nazzari Italia M. Lenzi               | Fiat           |
| 363  | S 1.1     | 548 |                          |                                              | Fiat           |
| 364  | S 1.1     | 553 |                          | Italia Giuseppe Santi Italia S. Pietrangeli  | Fiat           |
| 365  | S + 1.1   | 623 |                          |                                              | Ferrari 166    |
| 366  | S + 1.1   | 637 |                          | Argentina Juan Manuel Fangio                 | SIMCA          |
| 367  | S + 1.1   | 643 |                          |                                              |                |
| 368  | S + 1.1   | 644 |                          |                                              |                |
| 369  | S + 1.1   | 649 |                          |                                              | Healey         |

### Migliori di categoria
| Categoria | Pilota                        | Pilota                     | Veicolo                         | Posizionamento nella classifica generale |
| --------- | ----------------------------- | -------------------------- | ------------------------------- | ---------------------------------------- |
| S + 1.1   | Italia Clemente Biondetti     | Italia Ettore Salani       | Ferrari 166MM Barchetta Touring | Primo assoluto                           |
| S 1.1     | Italia Vincenzo Auricchio     | Italia Piero Bozzini       | Fiat 1100S Berlinetta           | 4º classificato                          |
| S 750     | Italia Maggiorello Maggiorell | Italia Anselmo Maggiorelli | Fiat 750 Benedetti Giannini     | 77º classificato                         |
| T + 1.1   | Regno Unito Geoffrey Healey   | Regno Unito Tommy Wisdom   | Healey 2400 Westland            | 10º classificato                         |
| T 1.1     | Italia Luigi Segré            | Italia Gino Valenzano      | Fiat 1100 Cabriolet Monviso     | 63º classificato                         |
| T 750     | Italia Sergio Ferraguti       | Italia Luigi Ferraiolo     | Fiat 500                        | 130º classificato                        |

### Dati della gara
- Iscritti: 369
- Partiti: 301
- Classificati: 179
- Categorie di gara: 6
- Spettatori: non rilevato
- Tempo il giorno della gara: freddo e piovoso
- Lunghezza del percorso: 1602,907 km
- Tempo di percorrenza della squadra vincente: 12:07:05,000 ore
- Distanza totale della squadra vincente: 1602,907 km
- Media oraria della squadra vincente: 131,180 km/h